# Waterford (Irlande)
Pour les articles homonymes, voir Waterford.
La ville de Waterford (en irlandais : Port Láirge) est la capitale du comté de Waterford en Irlande. C'est la principale ville de la région Sud-Est, et la cinquième du pays. Fondée en 914 par les Vikings, c'est la plus ancienne cité de l'île.
Selon le recensement de 2016, la population de l'agglomération de Waterford est de 53 504 habitants, dont 45 748 dans les limites de la ville et 3 465 dans sa banlieue.
Au XIXe siècle, la principale activité économique de Waterford était la construction navale ; vers 1850 la famille Malcomson, propriétaire du chantier Neptune Shipyard, possédait également la plus importante flotte de navires en acier au monde, dont cinq transatlantiques.
Waterford est aujourd'hui célèbre pour son cristal mondialement connu ; ses cristalleries produisent depuis 1783.

## Géographie
Waterford se situe à 170 km au sud de Dublin et à 120 km à l'est de Cork. 
La ville est bâtie sur la rive sud du fleuve Suir, qui a permis le développement de son activité maritime ; son port est l'un des plus importants d'Irlande depuis près de mille ans.

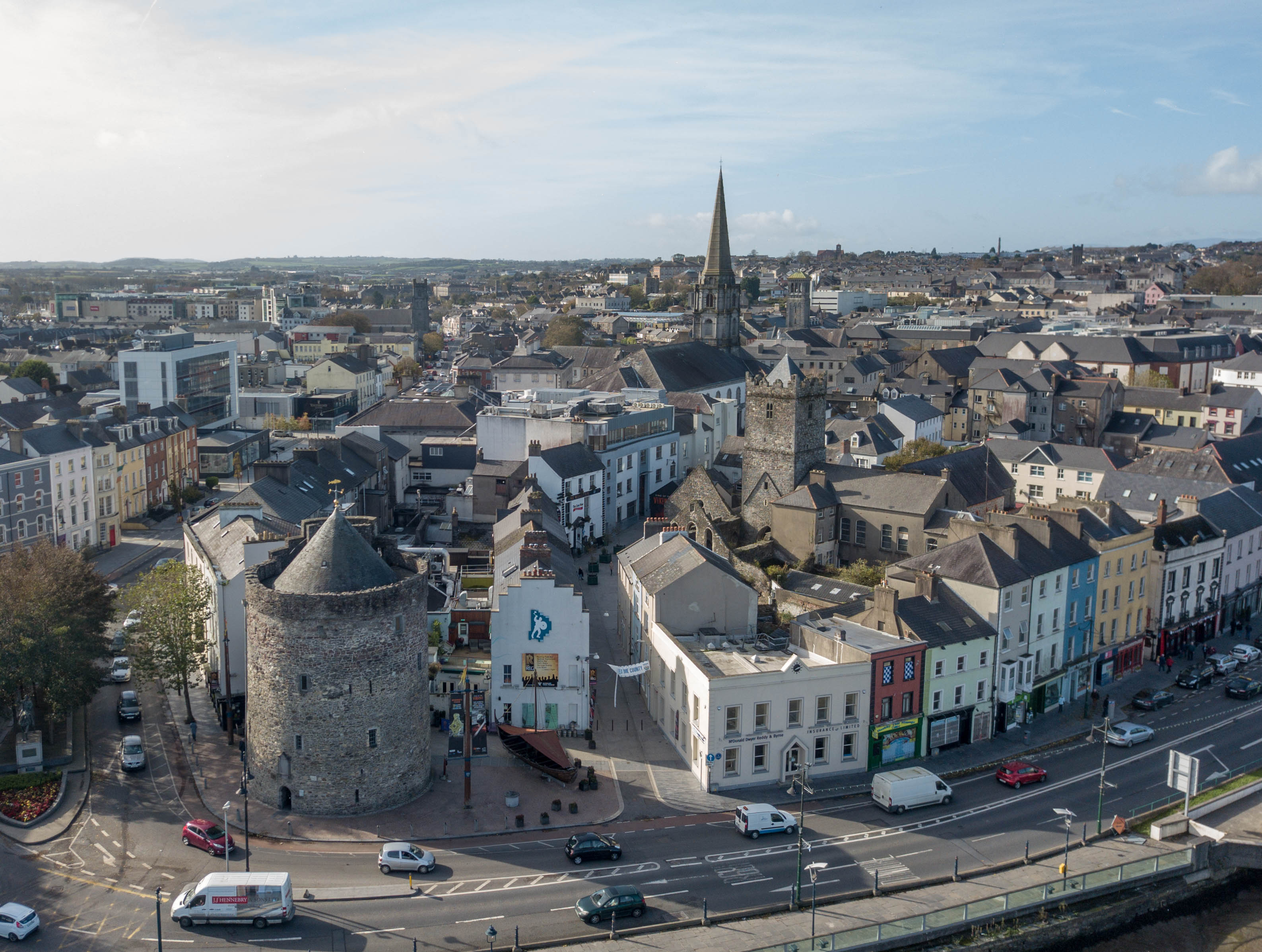
Une partie de la ville avec la tour Reginald au premier plan.

## Histoire
Des Vikings gaels, ou Gall Gàidheal, établissent une première base à l'emplacement de Waterford en 853. Ils sont chassés par les populations locales en 902, ainsi que des autres installations vikings d'Irlande. Ils sont de retour en 914 et construisent à Waterford ce qui sera la première cité d'Irlande. La ville est le siège d'une petite dynastie viking fondée par Ragnall Uí Ímair; après la mort de son dernier roi Cuionmhain Ua Rabann en 1037, la cité tombe sous la dépendance du royaume irlandais de Leinster.
En 1137, le roi de Leinster Dermot MacMurrough échoue dans sa tentative pour s'emparer de Waterford. Lors d'une deuxième tentative, en 1170, il emploie les mercenaires normands de Richard de Clare. La ville assiégée doit se rendre après une défense acharnée. C'est ainsi que les anglo-normands se sont introduits en Irlande. En 1171, Henri II débarque à Waterford. Celle-ci ainsi que Dublin sont déclarées « cités royales », et Dublin devient la capitale de l'Irlande.
Au Moyen Âge, Waterford est la deuxième ville d'Irlande après Dublin, par ordre d'importance. À la fin du XVe siècle, deux imposteurs prétendants au trône d'Angleterre (Lambert Simnel en 1487 puis Perkin Warbeck en 1495) tentent de s'emparer sans succès de la ville ; c'est alors qu'Henri VII lui a attribué sa devise : Urbs Intacta Manet Waterfordia (« Waterford reste la ville insoumise »).
Après la Réforme, Waterford reste catholique et participe à la confédération de Kilkenny, un gouvernement catholique indépendant qui dure de 1642 à 1649 et rassemble les deux tiers de l'Irlande. Oliver Cromwell met fin à cet épisode et soumet l'ensemble de l'île à la loi anglaise ; son neveu Henry Ireton finit par prendre Waterford en 1650 après un siège sanglant.
Le XVIIIe siècle est une période prospère pour Waterford ; la plupart des monuments notables de la ville datent de cette période. Au XIXe siècle, de grandes industries, notamment les chantiers navals et les cristalleries, se développent et  enrichissent la ville.
Durant la guerre civile, des fusillades opposent dans Waterford les partisans de l'État libre d'Irlande et les républicains, en juillet 1922.

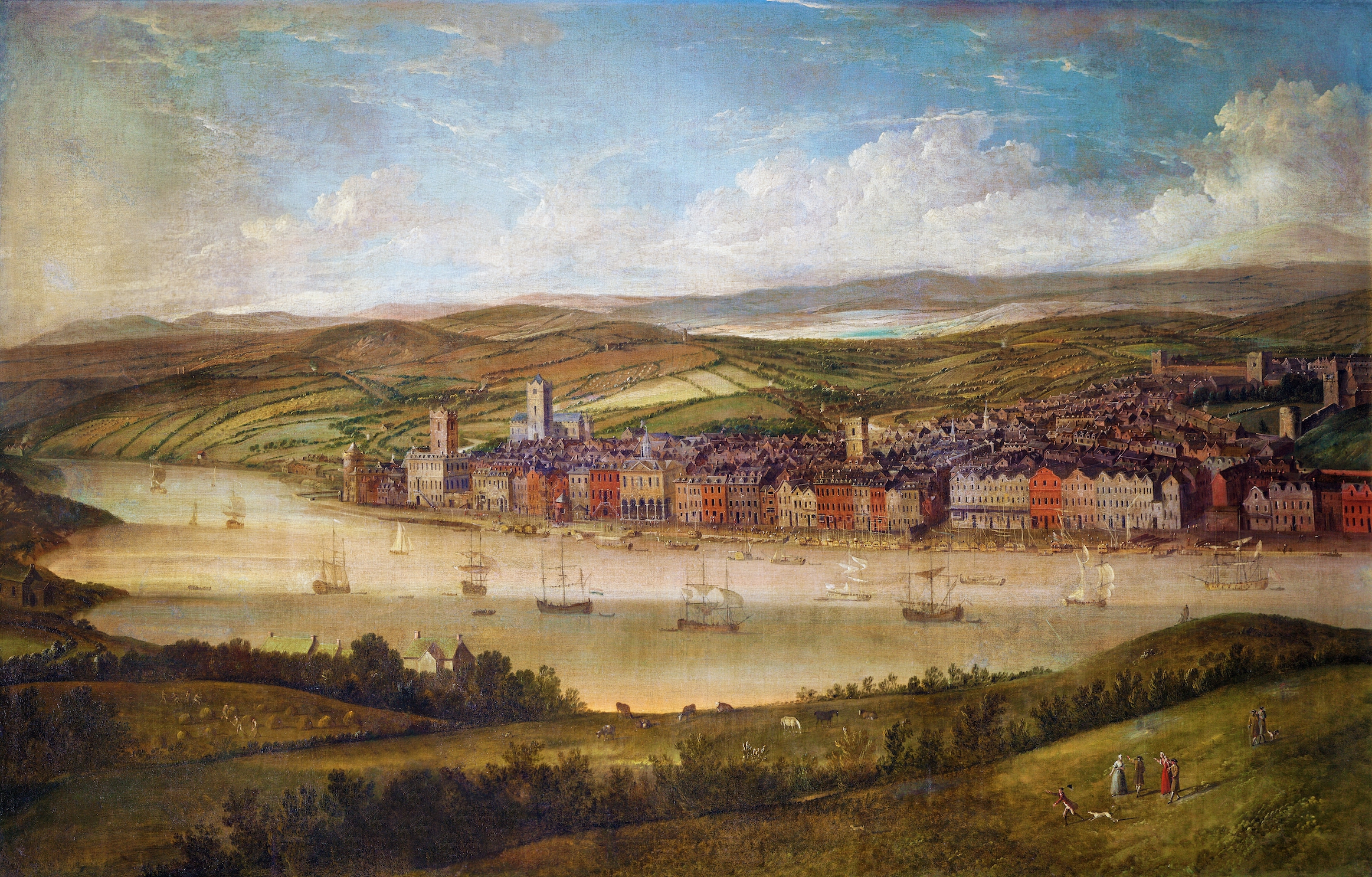
Waterford en 1726, tableau de Willem Van der Hagen (en), musée des Trésors, Waterford.
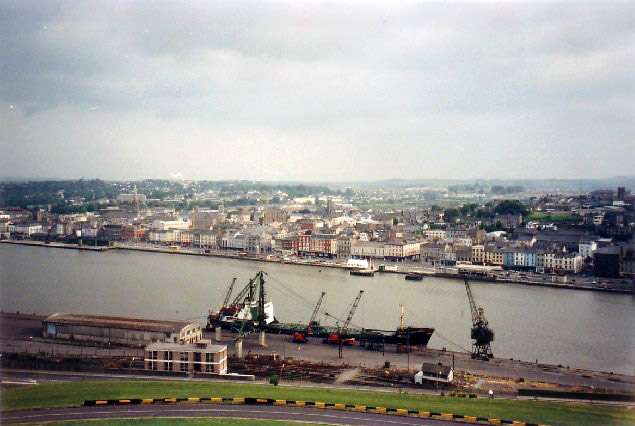
Waterford en 1990.

## Monuments et lieux touristiques

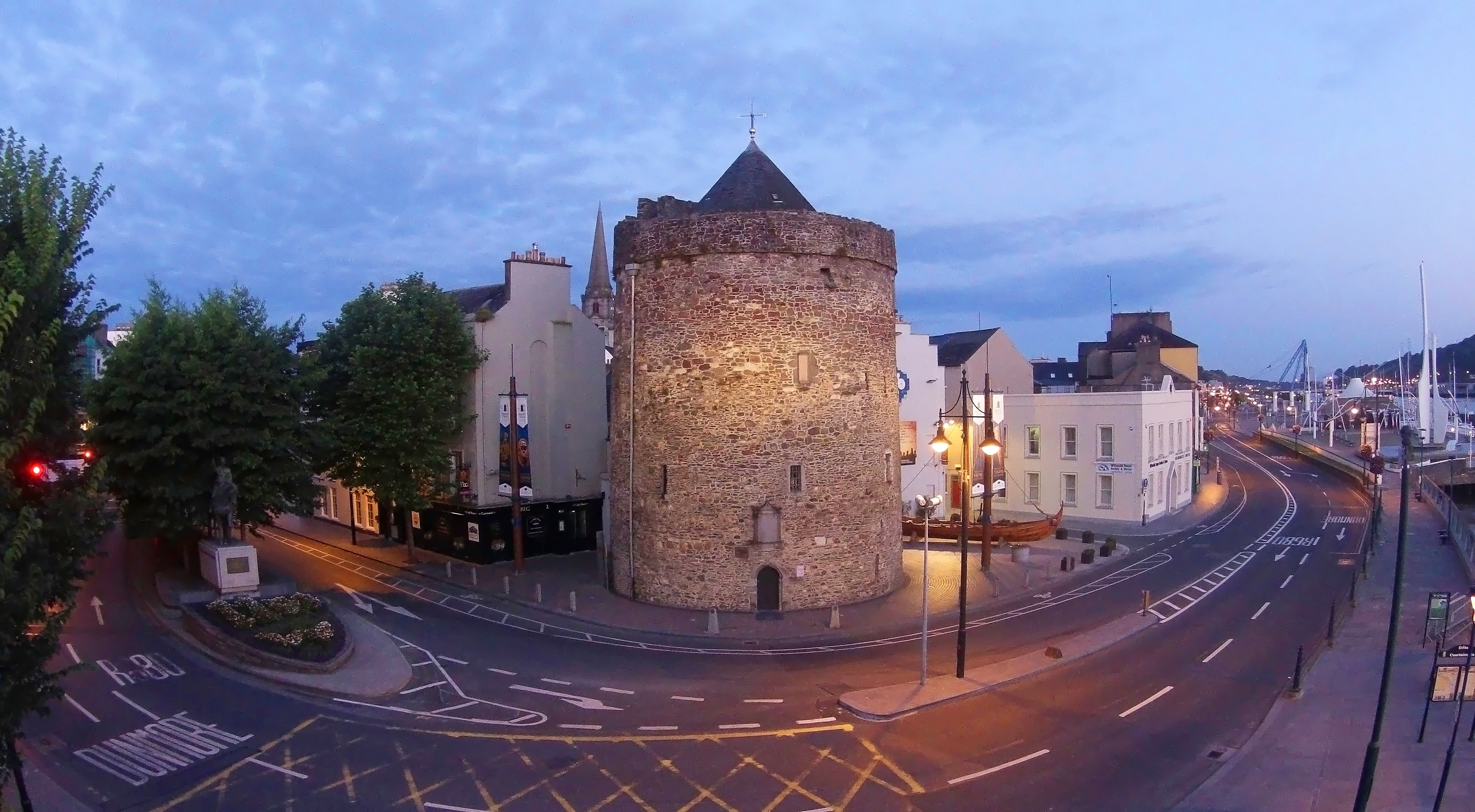
La tour Reginald.

Cette ville ancienne se compose de quartiers issus de cultures variées. Le plus ancien est le « triangle viking ». Cette partie de la ville est entourée par les fortifications originales datant du Xe siècle ; de forme triangulaire avec la tour de Reginald (Reginald’s Tower) pour sommet. Le centre de la ville s'étant déplacé vers l'ouest, ce quartier est maintenant une zone paisible, aux rues étroites, d'une architecture médiévale. Grâce au charme de cet endroit, de nombreux restaurants s'y sont installés ; le triangle Viking est la partie la plus typique de Waterford.
À partir du XVe siècle, la ville s'est agrandie vers l'ouest en s'entourant d'une deuxième enceinte. Waterford a gardé plus qu'aucune autre ville d'Irlande ses remparts historiques, excepté Derry en Irlande du Nord mais dont les murs sont plus récents.
Le Quay, le long du Suir, long d'un mile (1,6 km), est toujours une zone commerçante et active de la ville ; il constitue la façade que présente la ville aux voyageurs venant du nord. Il se termine à l'est par Adelphi Quay, qui est de nos jours un quartier résidentiel. Près de Reginald’s tower, la William Vincent Wallace Plaza commémore depuis 2000 un compositeur né à Waterford.
La zone piétonnière John Roberts Square est un autre point focal de Waterford ; c’est le quartier commercial du Waterford contemporain. Surnommé la « place rouge » (red square) d'après la couleur de ses pavés, il est situé à proximité de Arundel Square et City Square, deux autres quartiers très commerçants.
D'autres quartiers notables sont Ballybricken et son espace vert, le Mall et son architecture georgienne, le People's Park du XIXe siècle.
Ferrybank est la seule banlieue de la ville sur la rive nord du Suir. Ce village a son propre centre et une relative indépendance par rapport à sa grande voisine, probablement causée par le manque de moyen de communications entre les deux rives du fleuve. 
En avril 2003, des fouilles ont mis au jour d'anciens établissements du Ve siècle et du IXe siècle à Woodstown, aux alentours de la ville, ce qui serait la plus ancienne colonie viking de l'Irlande.
Les cathédrales catholiques et protestantes ont été dessinées par le même homme, l'architecte local John Roberts, ce qui est plutôt inhabituel. Il est même considéré comme le seul homme en Europe à avoir conçu et construit une cathédrale protestante et une cathédrale catholique dans la même ville.

## Culture

### Musées

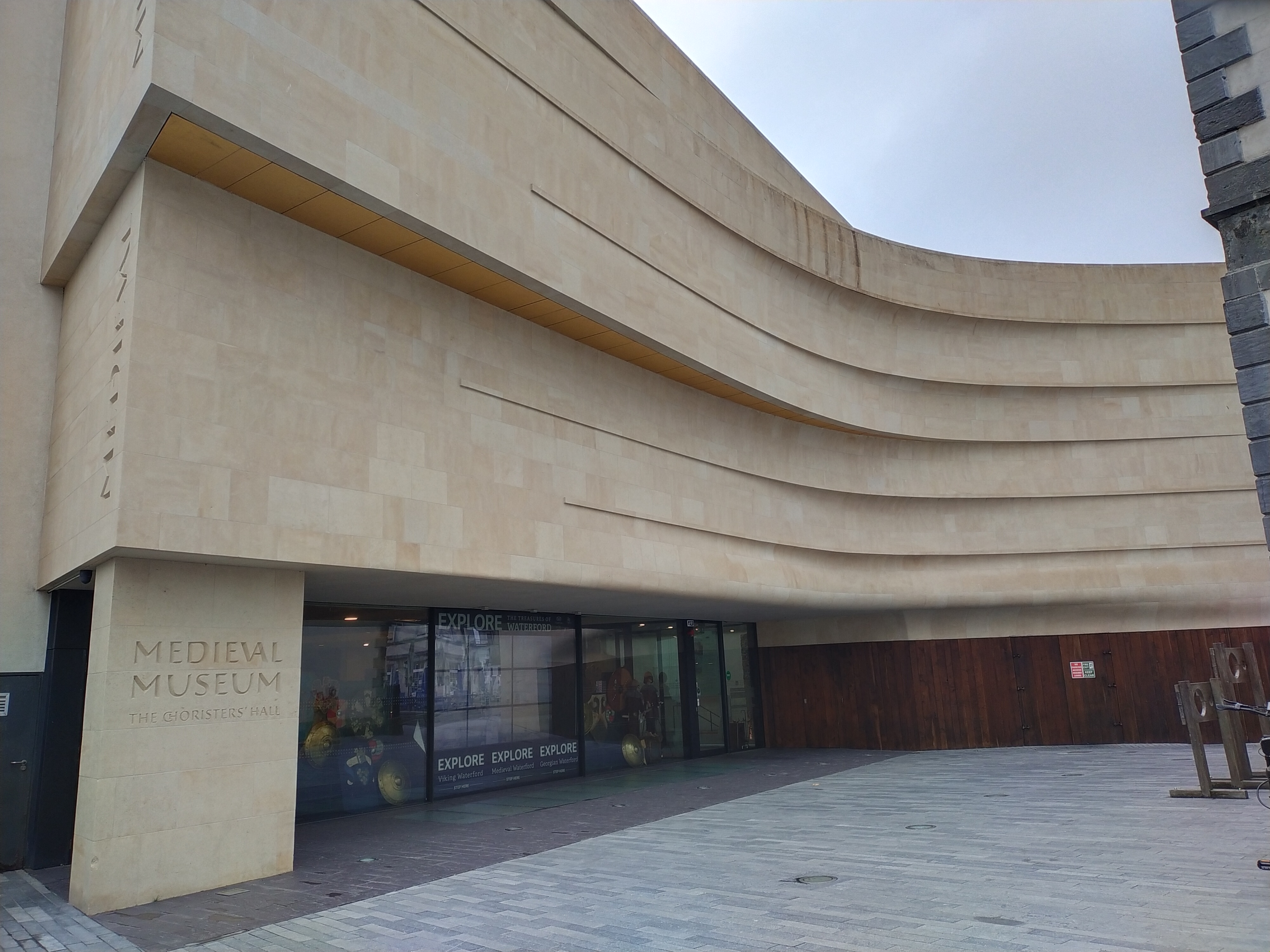
Le musée médiéval.

- Waterford Museum of Treasures : ses collections présentent 1000 ans d'histoire de la ville. Le musée des trésors de Waterford était auparavant installé sur Merchant's Quay, mais il est désormais réparti dans deux musées sur le Mall. Le premier se trouve au palais épiscopal du XIXe siècle, et présente des objets datant de 1700 à 1970. Il a été inauguré en juin 2011. Le second musée est situé à côté et présente l'histoire médiévale de la ville ainsi que la salle des Choristes du XIIIe siècle.
- Reginald's tower : le plus ancien bâtiment administratif de la ville, qui a eu de multiples fonctions au cours des âges, est maintenant un musée.

### Arts
- Waterford Municipal Art Gallery : cette galerie permanente présente des expositions de peinture ;
- Dyehouse Gallery : expositions de poteries de la célèbre Liz McKay ;
- Manifesto Gallery et Retail Emporium : un bâtiment du XVIIIe siècle de John Roberts, sur le port historique, expose des œuvres d'artistes internationaux : sculpteurs, céramistes, tourneurs sur bois.

### Théâtres
- Le Théâtre Royal : sur le Mall, est un théâtre victorien en forme de U, construit en 1788.
- Garter Lane Arts Centre : cette ancienne salle pour les assemblées de quakers de 1792 a été transformée en théâtre.

### Événements
- Le Spraoi festival, qui a lieu chaque été, a beaucoup de succès et a rassemblé davantage de spectateurs que les défilés de la Saint Patrick (80 000 personnes). Spraoi in the Park, au mois de juillet se distingue du Festival Spraoi du premier week-end d'aout, en mettant l'accent sur les activités familiales dans le People's Park.
- Le Waterford International Festival of Light Opera (« opéra léger ») se tient tous les ans depuis 1959 au Théâtre Royal. Il est désormais appelé le Waterford International Music Festival[4].
- Le Tall Ships Festival[5] : en 2005 des grands voiliers ont régaté sur le Muir, attirant 450 000 visiteurs. La Course des Tall Ships va commencer à Waterford en 2011. Un festival gratuit aura lieu du 30 juin au 3 juillet 2011 au centre de la ville pour accueillir environ 90 voiliers.
- Le 20 juillet 1998, le corps du navigateur français Éric Tabarly est retrouvé aux environs de Waterford par des pécheurs. Cette découverte tragique fait suite à sa disparition dans la nuit du 12 au 13 juin 1998 au large du Pays de Galles alors qu'il convoyait en équipage Pen Duick pour un rassemblement de voiliers construits sur plans Fife en Écosse. Il aurait été projeté en mer par le pic de la voile aurique du bateau en cours de manœuvre de réduction de voilure par forte mer.

## Éducation
Waterford possède deux établissements de troisième cycle :
- Waterford Institute of Technology : commerce, éducation, ingénierie, santé, sciences sociales, sciences ;
- Waterford College of Further Education : commerce, industrie, arts.

## Administration
Waterford est gérée par le Waterford City Council, composé de quinze conseillers élus. La ville est partagée en trois zones (wards) ; chacune de ces zones présente des candidats pour les élections locales. Un maire est élu chaque année par le Conseil.
Pour les élections nationales, quatre sièges du Dáil sont attribués à Waterford. La subdivision en wards ne concerne pas ces élections.

## Transports
Waterford est connectée aux principales métropoles d’Irlande : Dublin (N9), Cork et Rosslare (N25), et Limerick (N24). Une rocade en construction permettra de contourner entièrement la ville et offrira un deuxième passage au-dessus du fleuve.
La gare de Waterford Plunkett qui est située sur la rive nord a des liaisons directes avec Dublin, Limerick et Rosslare Europort. Deux compagnies de bus se partagent des liaisons avec de nombreuses villes d'Irlande.
L'aéroport international de Waterford, aussi appelé South East Regional Airport, dessert Waterport et toute la région sud-est ; seule la compagnie Aer Arann y exploite des vols nationaux ou internationaux (Birmingham, Londres, Manchester, Lorient)
Le port de Waterford est un des plus importants ports de marchandises d'Irlande, et le plus proche de l'Europe continentale. Il s'est développé sur le Suir, à 16 km de la mer ; en 2005 il a accueilli 776 navires : cargos pour 2,6 millions de tonnes et porte-conteneurs pour 137 500 evp. En ce qui concerne le trafic passager, le port le plus proche est Rosslare Europort, à 72 km, avec des lignes régulières pour l'Angleterre et la France.

## Sport

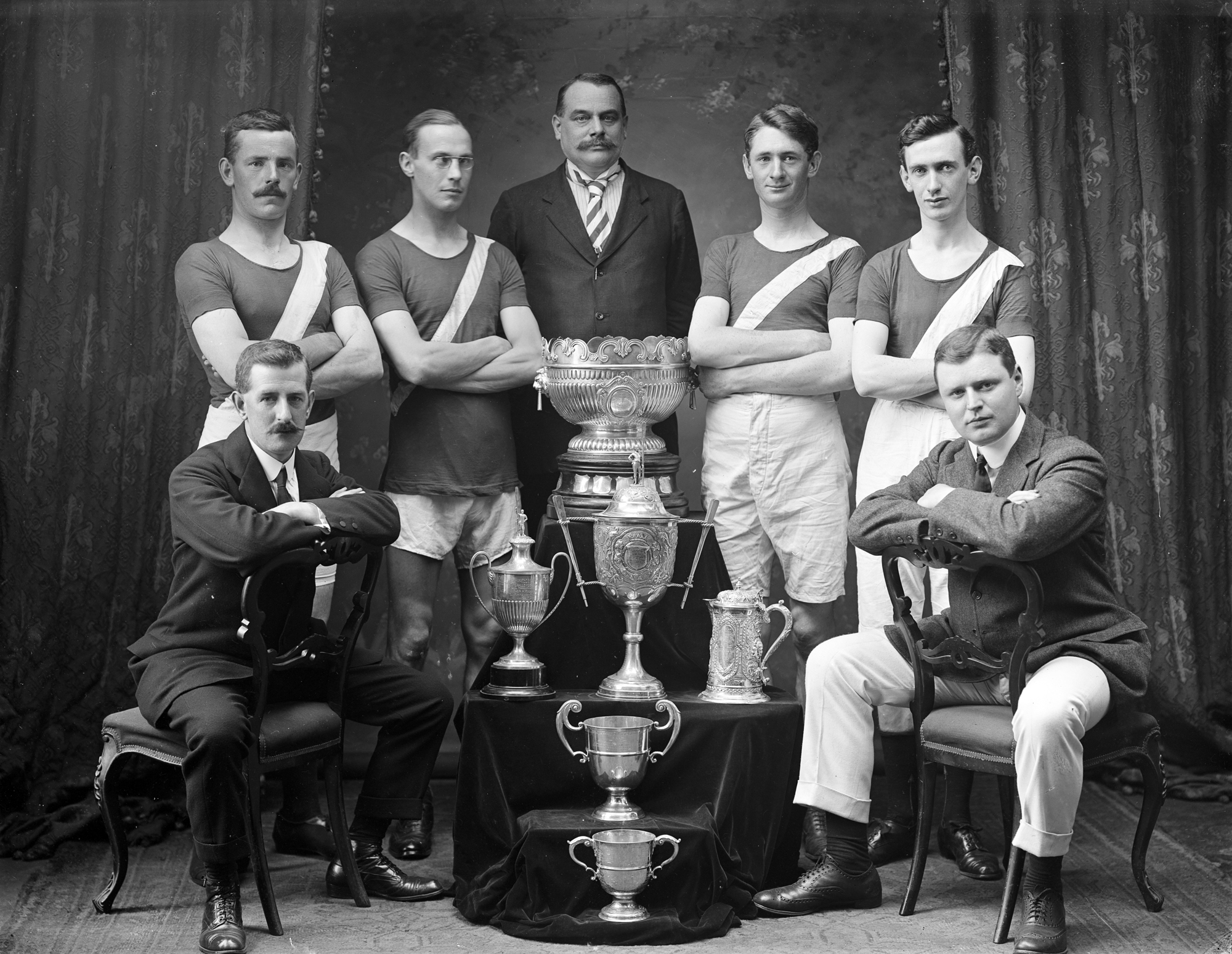
Waterford Boat Club, v. 1915.

Les sports gaéliques sont les plus pratiqués dans la ville qui a comme tout le comté une préférence pour le hurling. La ville possède aussi un club de football Waterford Football Club qui a remporté plusieurs fois le titre de champion d'Irlande. Le plus ancien club de sport de la ville est le Waterford Boat Club : il a été fondé lors d'une réunion à la mairie le 20 mai 1878.

## Jumelages
- Rochester (États-Unis)
- Saint-Herblain (France)
- Saint-Jean (Canada)

## Personnalités liées à Waterford
- André Géraldin et Nicolas Lée, ainsi que d'autres membres de leurs familles, originaires de Waterford, émigrés en France au milieu du XVIIe siècle à la suite de la reconquête de l'Irlande par Oliver Cromwell ; ils s'installent à Nantes et dans d'autres villes portuaires comme marchands et armateurs (Irlandais de Nantes).
- Luc de Wadding, religieux et écrivain franciscain (1588-1657).
- Robert Saint-Leger (1788-1856), prêtre jésuite irlandais, premier vicaire apostolique du Bengale.
- William Vincent Wallace (1812–1865) pianiste et compositeur irlandais.
- Marie de Solms, née Marie Lætitia Wyse Bonaparte (1831-1902), femme de lettres.
- Marguerite Moore (1846 - 1933), suffragiste et militante nationaliste, en est originaire
- Mary Strangman (1872 - 1943), médecin, défenseure de la santé publique et suffragette, fut la première conseillère municipale élue de la ville.
- Edward Phelan (1888-1967) directeur général de l'OIT.
- Fay Sargent (1890 - 1967), chanteuse et journaliste irlandaise.
- Edward Arthur Thompson (1914-1994), historien.
- Gilbert O'Sullivan chanteur né en 1946.
- Sean Kelly (1956 - ), coureur cycliste irlandais.
- Craig Breen (1990-2023) pilote de rallye irlandais.
- Sam Bennett coureur cycliste a grandi ici.